# Système U (Radsportteam)
Système U, Puch-Wolber-Campagnolo oder Wolber-Spidel war ein französisches Radsportteam, das von 1981 bis 1984 bestand.

## Geschichte
Das Team wurde 1981 gegründet und von Marcel Boishardy geleitet.
1981 war der Hauptsponsor der österreichische Fahrradhersteller Puch, 1982 bis 1983 der französische Hersteller Wolber von Fahrradreifen und 1984 die französische Supermarktkette Système U. Von 1982 bis 1983 war Spidel Co-Sponsor. Spidel war ein Gemeinschaftsunternehmen von Simplex, Mafac, Stronglight und Maillard und wurde 1977 gegründet um angeblich gegen die italienischen und japanischen Komponentenhersteller bestehen zu können.

## Erfolge
1981
- drei Etappen Tour de l’Avenir
- zwei Etappen Étoile des Espoirs
- zwei Etappen Tour du Vaucluse
- eine Etappe Tour du Limousin
- eine Etappe Circuit Cycliste Sarthe
- eine Etappe Tour Cycliste du Tarn
- eine Etappe Tour d’Armorique
- Grand Prix de Rennes
- Deutscher Meister – Straßenrennen

1982
- Mailand-Sanremo
- eine Etappe Tour de France
- drei Etappen Vuelta a España
- drei Etappen Tour d’Armorique
- zwei Etappen Tour du Limousin
- eine Etappe Tour de l’Avenir
- eine Etappe Etoile des Espoirs
- eine Etappe Paris-Nizza
- eine Etappe Giro di Puglia
- eine Etappe Tour de Corse cycliste
- Grand Prix de Rennes
- Grand Prix du Morbihan
- Grand Prix d’Isbergues
- GP Monaco
- Chanteloup-les-Vignes

1983
- eine Etappe Tour de France
- Gesamtwertung und eine Etappe Grand Prix Midi Libre
- Tour du Limousin
- zwei Etappen Circuit du Provence
- eine Etappe Etoile des Espoirs
- eine Etappe Tour de l’Aude
- eine Etappe Circuit Cycliste Sarthe
- eine Etappe Tour du Vaucluse
- eine Etappe Tour d’Armorique
- Grand Prix de Rennes
- Französischer Meister – Straßenrennen

1984
- Critérium du Dauphiné
- zwei Etappen Grand Prix Midi Libre
- zwei Etappen Circuit Cycliste Sarthe
- eine Etappe Etoile des Espoirs
- eine Etappe Tour du Vaucluse
- eine Etappe Tour d’Armorique
- eine Etappe Clásico RCN

## Wichtige Platzierungen
| Grand Tour            | 1981 | 1982 | 1983 | 1984 |
| --------------------- | ---- | ---- | ---- | ---- |
| Vuelta a EspañaVuelta | –    | 3    | –    | –    |
| Giro d’ItaliaGiro     | –    | –    | 13   | –    |
| Tour de FranceTour    | 24   | 14   | 6    | 37   |

| Monument                 | 1981 | 1982 | 1983 | 1984 |
| ------------------------ | ---- | ---- | ---- | ---- |
| Mailand–Sanremo          | 12   | 1    | 26   | –    |
| Paris–Roubaix            | 9    | –    | 23   | –    |
| Lüttich–Bastogne–Lüttich | –    | 16   | 19   | –    |
| Lombardei-Rundfahrt      | –    | 22   | –    | –    |

## Bekannte Fahrer
- Rolf Haller (1981)
- Klaus-Peter Thaler (1981)
- Hans Neumayer (1981)
- Sven-Åke Nilsson (1982)
- Marc Gomez (1982–1983)
- Ralf Hofeditz (1982–1984)
- Jean-René Bernaudeau (1983–1984)
- Thierry Claveyrolat (1984)